# 지타한다역
지타한다역(일본어: 知多半田駅)은 일본 아이치현 한다시에 위치한 나고야 철도 고와선의 철도역이다. 역 번호는 KC 12이며, 단선 · 섬식의 형태를 합친 2면 3선 구조의 복합 승강장을 갖춘 지상역이다.

## 타는 곳
| 1 | ■ 고와선 | 하행 | 고와 · 우쓰미 방면                           |
| 1 | ■ 고와선 | 상행 | 오타가와 방면                                |
| 2 | ■ 고와선 | 하행 | 고와 · 우쓰미 방면                           |
| 3 | ■ 고와선 | 상행 | 오타가와 · 나고야 · 이누야마 · 신우누마 방면 |

## 이용 현황
- 2013년 기준 : 11,806명

## 역 주변
- 국도 제247호선
- 도카이 여객철도 다케토요 선 한다역
- 한다 시 복지 문화 회관

## 인접 역
| 나고야 철도 고와선             | 나고야 철도 고와선 | 나고야 철도 고와선     |
| ------------------------------ | ------------------ | ---------------------- |
| KC 11 스미요시초 오타가와 방면 | ■ 고와선           | 나라와 KC 13 고와 방면 |